# Gotcha (programmazione)
Nella programmazione, un gotcha è una caratteristica di un programma o un linguaggio di programmazione, che lavora in un modo che è corretto dal punto di vista formale – cioè rispetta la sintassi del linguaggio – ma che non è quello che ci si aspetta dal programma, nelle intenzioni del programmatore.
Ciò induce all'errore perché tale comportamento è sia facile da riprodurre che completamente inaspettato.
Il termine è una storpiatura della pronuncia dell'espressione inglese I got you, che in questo contesto si potrebbe tradurre con "Ti ho beccato". In questo senso, una resa in italiano accettabile potrebbe essere "trabocchetto".

## Gotcha in linguaggio C

### Operatore di assegnamento
Ad esempio in un programma C, quando scriviamo l'istruzione:
```
if
(
a
 
=
 
b
)

    
printf
(
"Hello World
\n
"
);

```

il programma stamperà a video la stringa "Hello World" solo se b è diverso da false, in quanto il programma assegna ad a il valore di b e poi valuta a.
Infatti in C, come in molti altri linguaggi, l'operatore di assegnamento (=) è distinto da quello di confronto (==).
Probabilmente il programmatore intendeva scrivere:
```
if
(
a
 
==
 
b
)

    
printf
(
"Hello World
\n
"
);

```

che invece valuta se il valore a è uguale a quello del valore b, e in caso positivo stampa la stringa "Hello World".
Questo è appunto il caso di un "gotcha".

### Chiamata a funzione
Un altro esempio
```
/* File name: fortytwo.c */

#include
 
<stdio.h>

foo
()
 
{

   
printf
(
"  42!
\n
"
);

}

int
 
main
()
 
{

    
printf
(
"Qui sotto scriverò '42':
\n
"
);

    
foo
;

    
printf
(
"Penso di aver scritto '42', ma non ne sono sicuro...
\n
"
);

    
return
 
0
;

}

```

Il programma, dopo essere stato compilato ed eseguito, produrrà in output:
```
$ ./fortytwo
Qui sotto scriverò '42':
Penso di aver scritto '42', ma non ne sono sicuro...

```

Ciò che l'espressione foo; fa – in modo controintuitivo per chi non conosce a fondo il linguaggio – è quello di restituire l'indirizzo di memoria della funzione foo. Probabilmente il programmatore intendeva effettuare una chiamata a funzione:
```
    
foo
();

```

dove le parentesi indicano una chiamata a funzione senza argomenti.